# Parathesis chiapensis
Parathesis chiapensis là một loài thực vật có hoa trong họ Anh thảo. Loài này được Fernald mô tả khoa học đầu tiên năm 1901.